# غراهام ريكيتس
غراهام ريكيتس (بالإنجليزية: Graham Ricketts) هو لاعب كرة قدم بريطاني في مركز نصف الجناح، ولد في 30 يوليو 1939 في أكسفورد في المملكة المتحدة. لعب مع ستوكبورت كونتي ونادي دونكاستر روفرز.